# Наступ Керенського
Наступ Керенського (відомий також, як Офензива Керенського, П'ята Галицька битва, Червневий наступ) (18 червня 1917 — липень 1917, усі дати за старим стилем) — одна з битв на східному фронті Першої світової війни, останній наступ, а згодом відступ російської армії з Королівства Галичини та Володимирії і Герцогства Буковина.

## Наступ російської армії

### Бій біля Зборова
Наступ царських військ було призначено остаточно на 18 червня 1917 року. Окремій армії відводилася пасивна роль. 11-та і 7-ма армії завдавали головного удару на Львів: перша в обхід з півночі — на Зборів — Золочів, друга фронтально — на Бережани. 8-й армії належало вести в долині Дністра допоміжну операцію на Галич і страхувати весь наступ від ворожої загрози з Карпат.
На світанку спекотного 18 червня під грім артилерії армії Південно-Західного фронту перейшли в свій останній наступ.
В 11-й армії генерал Ерделі І. Г., розгорнувши на пасивній ділянці 1-й Туркестанський, 7-й кінний, 32-й армійський, 5-й Сибірський і 17-й армійські корпуси, атакував лівим флангом: 6-й корпус ударом біля містечка Конюхів прорвав фронт 25-го австро-угорського корпусу на стику 2-ї австро-угорської та Південної німецької армій. 6-й армійський корпус був у складі п'яти дивізій (4-ї, 16-ї, 151-ї, 155-ї і 2-ї Фінляндської), але вся тяжкість операцій лягла на дві дивізії, особливо на 4-ту. Було взято 5000 полонених і 10 гармат.
Весь день ішов бій; наступного дня генерал Ерделі завдав удару корпусом генерала Селівачова по 9-му австро-угорському корпусу біля Зборова. У корпус Селівачова входили 4-та і 6-та Фінляндські стрілецькі, 82-га піхотні дивізії і Чехословацька бригада полковника Троянова. 4-та Фінляндська дивізія завдала удару по 32-й угорській та 223-й німецькій піхотній дивізіях, а чехо-словаки — по 19-й австро-угорській дивізії, яка в значній мірі складалася з чехів. Фінляндські стрільці захопили тактично вигідну позицію — сильно укріплену гору Могила, що вважалася ворогом неприступною. Особливо відзначився 13-й Фінляндський стрілецький полк полковника Папчинського, який взяв 1500 полонених . А чехословацька бригада взяла 6000 полонених і 15 гармат, втративши 150 убитими і 1000 пораненими з 5000, які були у строю. Введення в справу чехословацьких частин потряс австро-угорське командування, і війська 9-го австро-угорського корпусу були вночі ж виведені в резерв і змінені 51-м німецьким корпусом.
Зборівська перемога 19 червня 1917 року була хрещенням молодої чехословацької армії. Але успіх не міг бути розвинений — тому перешкоджала відсутність кінноти і розвал піхоти. Резерви мітингували і виносили резолюції про недовіру міністрам-капіталістам і мир без анексій і контрибуцій… Наступ 11-ї армії завмер — на третій день вона вела тільки вогневий бій. Трофеї 11-ї армії за Зборівську битву з 18 по 22 червня склали 300 офіцерів, 18 500 нижніх чинів полоненими, 31 гармату і 33 кулемети.

### Бережанський бій
Командувач 7-ю армією генерал Белькович згрупував чотири ударних корпуси — 12-й армійський, 7-й Сибірський, 34-й і 22-й — в кулак на правому фланзі, а лівофланговий 3-й Кавказький корпус розтягнув на пасивній ділянці. Війська рушили вперед, оволодівши двома, а то й трьома укріпленими смугами. Центр армії Ботмера — 25-й резервний і 27-й резервний німецькі корпуси — відтіснили в цій битві при Бережанах, але контратаки німецько-османських військ в ніч на 19-те і вдень 19 червня повернули все на попередні позиції. Це вже не були колишні росіяни, згадував про ці бої генерал Еріх Людендорф.
За німецькими даними, їх втрати за добу бою під Бережанами склали 328 офіцерів і 12 218 вояків нижчих рангів із 35 000 задіяних, а втрати росіян приблизно 40 000 осіб, з яких одними убитими 13 000.
За даними росіян всі втрати Південно-Західного фронту (11-та армія біля Зборова, 7-ма армія біля Бережан і 8-ма армія біля Галича) склали за червневий наступ 1222 офіцери і 37 500 нижніх чинів убитими і пораненими. У 8 дивізіях генерала Бельковича в бій 18 червня пішло понад 50 000 багнетів, втрати склали 15 000. 7-ма армія взяла 23 офіцери і 198 нижніх чинів полоненими. Німці втратили 5454 особи, з них 1982 полонених (22 відсотки), а турки — з 2526 чоловік тільки 191 полоненого (8 %, доказ підготовки османського війська).
Генерал Гутор сподівався ще облаштувати армії і відновити наприкінці червня зірваний наступ: посилив 11-ту армію 25-м корпусом з Волині і з Румунського фронту і передав в 7-му армію гвардію. Допоміжний наступ 8-ї армії в загальному напрямку на Рогатин мав полегшити ведення операції.
Командувачі арміями і командири корпусів не приховували своїх побоювань. Вони знали, що 18 червня атакували тільки ті, хто ще хотів ризикувати життям, що найкращі з них загинули, що величезне каламутне море військ в будь-який момент готове вийти з покори і фронт тримається лише тонким ланцюжком частин, що залишилися вірними обов'язку.
8-й армії Ставка і штаб фронту вказували вести допоміжний удар в північно-західному напрямку на Рогатин, в правий фланг Південної німецької армії, що повинно було полегшити головну атаку 7-ї армії з фронту. Але Корнілов відкинув докази Брусілова і Гутора. Він вгадав слабке місце ворожого фронту в Галичині та Буковині і вирішив наступати не на північний захід до Рогатина, а прямо на захід — на Галич і Калуш, завдавши удару по III австро-угорській армії в долині Бистриці.
Правофлангову ударну групу 8-ї армії склали 11 дивізій 33-го, 12-го і 16-го армійських корпусів, розгорнутих проти III австро-угорської армії Терстянського між Дністром і Прутом. 8 дивізій 11-го, 23-го і 18-го корпусів займали пасивну ділянку в Буковинських Карпатах проти 7-ї армії Кевеша. Ведення головної атаки було покладено на центральний з ударних корпусів — 12-го генерала Черемисова, доведеного до 6 дивізій і розгорнутого вздовж Бистриці. Ліворуч 16-й корпус повинен був демонструвати удар на Богородчани, а на правому фланзі ударної групи і всієї армії Заамурський XXXIII корпус був націлений на Галич.
У 33-му армійському корпусі — 2-га і 4-та Заамурські дивізії, в 12-му корпусі 11-та, 19-та, 56-та, 117-та, 164-та піхотні і 1-ша Заамурські дивізії, в XVI корпусі — 41-ша, 47-ма, 160-та піхотні, 7-ма і 9-та кавалерійські дивізії. У німців — 26-й корпус на фронті 33-го і 12-го корпусів і 13-й корпус на фронті ХАЛ корпусу. Протидіюча Корнілову 3-тя австро-угорська армія генерала Терстянского налічувала 61 / 2 піхотних і 1 кавалерійську дивізію у своїх 26-му і 13-му армійських корпусах. У Кевеша було 11 піхотних і 31-ша кавалерійських дивізії.

### Бій під Ямницею
23 і 24 червня XVI корпус скував тринадцятий австро-угорський корпус і відвернув увагу Терстянського на південь. А 25-го під грім 300 гармат кинувся в бій XII корпус. Фронт III армії австрійців було прорвано ударом під Ямницею (у австрійців битва при Ранковій Горі). Відзначились старі полки 11-ї і 19-ї дивізій і отримав бойове хрещення новий полк — корніловський ударний.

### Захоплення долини р. Бистриці
26-й австро-угорський корпус (група Ходфі) був пошматований і перестав існувати. Уся долина Бистриці була в руках росіян. У боях 26 червня були розбиті німецькі підкріплення і відкинутий тринадцятий корпус. Південна німецька армія спішно загнула свій правий фланг, що повис у повітрі після загибелі 26-го корпусу.
Всією 8-ю армією за день 25 червня взято в полон 131 офіцер, 7000 нижніх чинів і 48 гармат. 15-та австро-угорська піхотна дивізія була зовсім знищена, вивівши з 7700 бійців тільки 800 і втративши всі 43 гармати. 26-й австро-угорський корпус був розформований, і його залишки влиті в 40-й німецький резервний корпус генерала Ліцмана.

### Вихід на р. Лімницю і захоплення Галича та Калуша
27 червня Корнілов увігнав ударний клин XII корпусу ще глибше — до Лімниці, а на правому фланзі 8-ї армії заамурці швидким ударом взяли Галич. При взятті Галича частинами 1-ї і 4-ї Заамурської дивізій захоплено 2000 полонених і 26 гармат. Терстянський і Ходфі були усунуті від командування, і на Лімницю Леопольд Баварський направив старого Ліцмана, який уже врятував цісарсько-королівські армії рік тому під Кошевом.
На світанку 28 червня 164-та піхотна дивізія, прикриваючись садами, без пострілу прослизнула в Калуш. Німецькі війська, захоплені зненацька, відійшли за Лімницю, знищивши переправи. При нападі на Калуш 164-ї піхотної дивізії взято понад 1000 полонених і 13 гармат.
29 і 30 червня генерал Корнілов рівняв за передовими частинами свій XVI корпус. Але відсутність кінноти, сильний розлив Лімниці перешкодили розвитку Калуського наступу.

## Перегрупування протиборчих сторін
Директивою 28 червня генерал Гутор наказав довіреним йому арміям Південно-Західного фронту відновити наступ не пізніше 30-го числа. Окремій армії давалося, як і раніше, пасивне завдання, 11-й армії вказувалося наступати на Золочів, 7-й армії — сковувати ворога фронтально, а 8-й армії вдарити правим флангом на Рогатин і Жидачів. Двостороннім охопленням 11-й і 8-й армій належало затиснути в кліщі Південну німецьку армію. Одночасно Ставка наказала Північному фронту наступати 5 липня. Західному — 3-го, а Румунському — 9 липня.
Однак демократичні основи устрою армії взяли своє. Доводилося витрачати час на розмови з комітетами і вмовляння мітингувальників і не бажаючих наступати військ. Наступ Північного фронту було відкладено на 10-те, Західного — на 9-те, Румунського — на 11 липня. На Південно-Західному фронті його відкладали з дня на день, поки їм не було завдано контрудару…
З трибуни парламенту військовий міністр Франції Пенлеве заявив, що французька армія на літо і осінь не має наміру робити будь-яких серйозних наступальних операцій. Німецьке командування як би запрошувалося до перекидання військ з Французького фронту на російський. І воно цим запрошенням не забуло скористатися. 17 червня з Франції були спрямовані на Схід 7 добірних дивізій гвардії 3-го і 10-го армійських корпусів. Управління цих корпусів залишилися у Франції, війська увійшли до складу двадцять третього резервного, 51-го і Бескидського корпусів Золочівського загону.
Ці війська прибули в Галичину після того, як наступ російських 11-ї і 7-ї армій захлинувся. Дві дивізії були одразу ж послані виручати 3-ю армію на Лімницю, а решта попрямували під Зборів, де утворили на правому фланзі 2-ї австро-угорської армії Золочівський загін генерала Вінклера. Прибулий до Золочева в 2-гу австро-угорську армію Головнокомандуючий Східним фронтом принц Леопольд Баварський наказав Золочівському загону перейти в контрнаступ в загальному напрямку на Тернопіль з метою повернути втрачене 18-го і 19 червня. Для цього Золочівський загін був доведений до 12 піхотних дивізій (11 німецьких) і націлений на лівий фланг російської 11-ї армії, тоді як інші сили II-ї армії австрійців — 7 піхотних і 1-2 кавалерійських дивізії — повинні були утримувати правофлангові корпуси генерала Ерделі.
Російська 11-та армія розгорнула справа наліво 1-й Туркестанський, 7-й кінний, 32-й армійський, 5-й Сибірський, 25-й, 17-й, 19-й, й-й Гвардійський і 5-й армійський корпуси. 14-й корпус зосереджувався в резерві. 7-ма армія отримала 6-й корпус, ліворуч від якого розгорнулися 12-й, 7-й Сибірський і 22-й, а 34-й був виведений в резерв.

## Контрнаступ німецької та австро-угорської армій

### Контрудар біляПерепільників
Перегрупування російських армій ще не встигло закінчитися, як на світанку 6 липня Золочівський загін генерала Вінклера перейшов у стрімкий наступ, підготовлений коротким, але нищівним вогнем 600 гармат і 180 мінометів. Удар припав біля Перепільників по 25-й армійському корпусу, що не виявив ніякої стійкості. Розпропагандована 6-та гренадерська дивізія збунтувалася, і весь корпус натовпом ринув з фронту.
6-та гренадерська дивізія була перейменована — її полки іменувалися піхотними. Один з них — 607-й Млинівський — був затаврований Ставкою як такий, що втік першим. З усієї дивізії вдалося зібрати близько 200 чоловік. 25-й корпус залишив в руках у ворога 85 офіцерів, 2900 нижніх чинів полоненими і 10 гармат. Німці, за власним їх визнанням, були приголомшені таким успіхом. Атака на сусідній праворуч V Сибірський корпус була відбита 6-ю Сибірською стрілецькою дивізією, і німці надалі сибіряків не чіпали, перенісши удар південніше.
Відхід 25-го корпусу потягнув за собою і 17-й. Прорив нестримно ширився і поглиблювався. Генерал Ерделі кинув 7 липня в контрнаступ 19-й корпус, але він був відбитий і втягнутий в загальний вир. Слідом за ним відійшов і I Гвардійський. 5-й армійський корпус, бачачи свій фланг оголеним, відійшов у свою чергу.

### Вихід німців на р. Золоту Липу, захоплення Галича і Калуша
8 липня розвалена 11-та армія стихійно продовжувала котитися назад. Правий фланг 7-ї армії, оголений цим відпливом, опинився під ударом, і генерал Белькович став відводити її на Золоту Липу. Поразка 6 липня перетворилася 7-го в розгром 11-ї армії, а 8-го в катастрофу всього фронту … Цього дня генерал Гутор був відставлений зі своєї посади. Генерал Брусілов проявив себе двома заходами: смішним — звернувшись до революційних військ з відозвою не віддавати Тернополя і слушним — призначивши Головнокомандуючим Південно-Західного фронту генерала Корнілова.
На полях, які не можна назвати полями битв, панували суцільний жах, ганьба і сором, яких російська армія не знала з самого початку свого існування, — характеризував Корнілов загальне положення свого фронту. Він наказав 11-й і 7-й арміям відходити на Серет — з Бурканова і Монастириська, посунувши 34-й армійський корпус на заповнення розриву між ними. Одночасно довелося відвести і 8-му армію і віддати без бою Галич і Калуш. 8-ю армією командував ставленик революційної громадськості генерал Черемисов.

### Вихід на р. Серет та р. Стрипу
Золочівський загін німців, розвиваючи своє майже нестримне просування, звернув з східного напряму майже під прямим кутом на південь. Косим ударом Вінклер став різати тили росіян, їхньої 7-ї армії… Завдяки зміні напрямку на південь 25-й і 17-й армійські корпуси змогли відірватися від супротивника і вийти з-під удару. На щастя для росіян, у німців не виявилося кавалерії. Свою Баварську кавалерійську дивізію вони зопалу відправили під Галич стримувати Корнілова, а в Золочівському загоні на 12 дивізій піхоти виявилося всього одна бригада лейб-гусарів. Пам'ятаючи Попеляни (1917 р.), де їх громили приморські драгуни, ці 8 гусарських ескадронів діяли нерішуче.
У наступ перейшла вся група військ Бем Ермоллі. Вінклер, громлячи 11-ту армію, брав 7-му армію у фланг і в тил. Ботмер з Південною німецькою натискав на 7-му армію з фронту. III австро-угорська армія, якою замість відчуженого Терстянського командував генерал Крітек, обережно йшла за 8-ю армією, ще не наважуючись її переслідувати. Головнокомандуючий на сході принц Леопольд Баварський, який ще не уявляв розмірів російської катастрофи, наказував Бем Ермоллі не зариватися групою Вінклера далі Тернополя. Армії Ботмера кінцевою метою була вказана лінія Серету, причому вона була посилена за рахунок Вінклера.
9 липня 11-та і 7-ма армії докотилися до Серету, але втриматися на цьому рубежі не змогли. У 11-й армії 14-й корпус, що підійшов на її лівий фланг для заповнення пролому, став мітингувати і змішався з потоком утікачів. Генерал Зайончковський згадує про один ганебний епізод, коли 24 батальйони зі складу цього корпусу втікали від 3-х рот німців. Ставка хвалила поведінку 194-ї піхотної дивізії. 2-га Фінляндська і 126-та піхотна дивізії відмовилися битися. Тоді офіцери цих дивізій — 300 чоловік — пішли одні на 10 000 супротивників. Ніхто з них не повернувся …
У 7-й армії генерал Белькович направив 34-й корпус на праве крило, щоб заповнити розрив, але Вінклер випередив його, безповоротно вигравши його правий фланг. Одночасно 32-й корпус — ще півроку тому краса російської зброї — самовільно пішов з фронту. Правий фланг 8-ї армії — 3-й Кавказький корпус — був оголений і став відходити. Командувач 8-ю армією генерал Черемисов наказав відступати на меридіан Станиславова і висунув на посилення флангу армії 12-й армійський корпус.
Генерал Брусилов занепав духом, але Корнілов рішучими заходами упорядкував умови відходу. Батальйони смерті відзвалися з фронту і були направлені у тил, де затримували втікаючі частини, ловили дезертирів і розстрілювали на місці бунтарів. Трупи розстріляних залишалися на місці для науки з написом: Зрадники Батьківщини. У Волочиську за одну лише ніч на 11 липня батальйон смерті 11-ї армії затримав 12 000 втікачів. Поголовна втеча з 10-го по 11 липня стала схожою на відступ — правда, поспішний і безладний.
З Північного фронту в Буковину було переведено управління 1-ї армії генерала Ванновського (війська колишньої 1-ї армії були передані в 5-ту). Нова 1-ша армія об'єднала лівофлангові корпуси 8-ї — 11--го, 23-го і 18-го, що залишалися ще на місці в Буковинських Карпатах. У 8-ї армії залишилися 12-й армійський, 3-й Кавказький, 33-й і 16-й армійські корпуси і II кінний корпус. Генерал Ерделі отримав Особливу армію, а її колишній командир генерал Балуєв очолив хаотичний натовп 11-ї армії.
10 липня 11-та армія зібралася на Стрипі. За чотири дні відступу росіяни втратили все те, що було здобуто кров'ю 700 000 офіцерів і солдатів за чотири місяці Брусиловського наступу. Правофлангова, неатакована, група 11-ї армії — 1-й Туркестанський, 7-й кінний, 32-й армійський і 5-й Сибірський корпуси — залишалися ще на волинсько-галицькому рубежі — в районі Бродів. Розгромлений лівофланговий — 25-й, 17-й, 19-й, 1-й Гвардійський, 5-й і 14-й армійські корпуси — розкинулася по дузі від Серету до Стрипи. Далі між долинами цих річок тремтів фронт 7-ї армії: 34-й, 6-й, 12-й, 7-й Сибірський і 22- армійський корпуси, до яких підходив з резерву II Гвардійський корпус.

### Тернопільський прорив і вихід на р. Збруч
Вінклер вдарив на Тернополь, але був відбитий 1-м Гвардійським корпусом. Отримавши відсіч, він відразу ж перейшов від наскоку до планомірних дій. Армія Ботмера мала, однак, успіх, перекинувши 34-й корпус і змусивши 7-му армію також відступити, щоб вирівняти лінію фронту.
11 липня в 11-й армії йшли запеклі бої за Тернопіль. 7-ма армія безладно збиралася на Стрипі, 8-ма продовжувала свій відхід з Лімниці, рятуючись від оточення. Збивши 7-му армію, Ботмер виходив на тили 8-ї, погрожуючи перехопити їй шлях до відступу. Слідом за Калушем довелося здати Станиславів. 12 липня було нещасливим днем для росіян. Вінклер розбив 5-й армійський корпус, і гвардія, взята у фланг, повинна була залишити Тернопіль. 7-ма армія здала Бучач і Монастириська. Лінія Стрипи була втрачена …
Слідуючи за відступаючими сусідами, 8-ма армія залишила Надвірну, Коломию та Хотимир, де рівно за рік до того — в липневі дні 1916 року — отримувала перемоги. Увечері 12 липня генерал Корнілов оголосив загальний відступ на державний кордон. Галичина і Буковина знову відійшла Австро-Угорщині. Цього дня перейшла в наступ VII австро-угорська армія Кевеша. Російська 1-ша армія чинила опір, відступаючи — з долини Білого Черемоша в долину молдавського Серету і далі на схід, на Прут — у зв'язку із загальним відходом фронту.
13 і 14 липня були покинуті останні клаптики галицької землі, 15-го російська армія відкотилася за Збруч, який 3 роки тому, в липні 1914 року, перейшла …

### Протиборство на Збручі
11-та армія зайняла фронт від Радивилова до Волочиська, 7-ма збиралася в районі Гусятина. 8-ма армія залишила 14 липня Городенку, 15-го її правофлангові корпуси 12-й армійський і 3-й Кавказький — билися біля гирла Збруча з армією Ботмера і вночі відійшли на лівий берег. Лівофлангові — 33-й і 16-й огризнулися біля Заліщиків і Снятина, стримавши армію Крітека в Задністров'ї.
8-ма армія відступала в порядку. У цьому заслуга генерала Корнілова, який керував корпусами 8-ї армії через голову розгубленого і впалого духом Черемисова. Для заповнення розриву між цими двома групами генерал Корнілов наказав направити в центр 8-ї армії кінну групу з п'яти дивізій під командуванням генерала Врангеля. Енергійними заходами Корнілов навів лад у тилу і дав можливість командирам взяти в руки війська. 7-ма армія, що перейшла до генерала Селівачова, розгорнула вздовж Збруча 34-й, 12-й, 7-й Сибірський і 2-й Гвардійський корпуси, позаду яких влаштовувалися 6-й і 22-й. У 8-ї армії Черемисова 12-й армійський і 3-й Кавказький корпусу стояли на Збручі, кіннота Врангеля стримувала ворога в долині Дністра, а 33-й і 16-й відступали в Буковині.
2-га австро-угорська армія з групою Вінклера зупинилися перед фронтом російської 11-ї армії. Південна німецька армія націлювалась на стик 7-ї і 8-ї. 3-тя австро-угорська армія просувалася на Чернівці, витісняючи лівий фланг 8-ї армії. Сп'янілий успіхами, граф Ботмер наполіг на форсуванні Збруча і вторгненні на Поділля з метою глибокого охоплення правого флангу армії Черемисова.
16 липня Південна німецька армія (Бескидський, 25-й австро-угорський, 25-й і 27-й резервні німецькі корпуси) атакувала по всьому своєму фронту і несподівано отримала рішучу відсіч. На правому фланзі 7-ї армії 34-й і 12-й армійські корпуси відбили Бескидського. 7-й Сибірський і 2-й Гвардійський стримали натиск 25-го австро-угорського корпусу, тоді як на правому фланзі 8-ї армії 12-й армійський і 3-й Кавказький корпуси спружинили удар 25-го і 27-го німецьких.
17 липня Ботмер знову намагався наступати, але Корнілов випередив його: у 7-й армії 34-й і 12-й корпуси зірвали ворожий наступ своїми контратаками, 7-й Сибірський і 2-й Гвардійський корпуси трималися, а в 8-й армії 3-й Кавказький корпус заступив туркам шлях на Кам'янець-Подільський. 18 липня Південна армія натиснула по всьому фронту, здобувши ціною значних втрат ряд місцевих успіхів. Підкріплений фінляндськими стрільцями 12-й корпус стримав порив Бескидського корпусу.
20-та османська піхотна дивізія, що входила до складу 27-го резервного німецького корпусу, присягнулася взяти Кам'янець, що мав для турків величезне значення по війнах, які в 17-му столітті Імперія османів вела з Річчю Посполитою. Турки мріяли помститися за поразку, якої вони зазнали біля стін Кам'янця від Стефана Чарнецького і Яна Собеського, але Аллах і вороги судили інакше.
Наступ видихався, генерал Корнілов наказав загальний контрнаступ (останнє його розпорядження як головнокомандувача Південно-Західним фронтом). 19 липня він був призначений Верховним головнокомандуючим, здавши фронт генералу Балуєву.
19 липня північніше Гусятина 34-й, 12-й і 22-й армійські корпуси армії Селівачова дружною атакою відкинули Бескидський корпус німців і 25-й австро-угорський. Гусятин був повернений, і ворог скинутий в Збруч. У ніч на 23 липня перейшла в наступ і 8-ма армія, яка щойно вивела свій лівий фланг з Буковини. 12-й армійський корпус потіснив 25-й німецький біля Скалата, а 3-й Кавказький біля Вигоди коротким ударом відкинув 27-й. Цим закінчилося восьмиденне протиборство на Збручі.
У той час, як 7-ма армія і правий фланг 8-ї завдали поразки Південній німецької армії на Збручі, лівофлангова група армії Черемисова — 33-й і 16-й корпуси — відступала в Буковині під натиском 3-ї австро-угорської армії генерала Крітека (посиленої 40-м німецьким і 13-м австро-угорським корпусами). Залишивши Заліщики і Снятин, російські війська з 17-го по 20 липня вели на підступах до Чернівців ар'єргардні бої для виграшу часу, і на світанку 21-го столиця Буковини була ними покинута.
Стриманням німців та австрійців на Збручі закінчилася П'ята Галицька битва. Швидкоплинні лаври Зборова і Галича змінилися ганьбою Тернополя, якої російська армія давно не відчувала.

## Втрати російської армії
За даними Російської Ставки Верховного командування, втрати в людях армій Південно-Західного фронту за період з 18 червня по 6 липня 1917 р. склали:
| Армії          | Вбито | Поранено | Контужено | Отруєно газами | Пропало безвісти | Дезертирів | Всього |
| -------------- | ----- | -------- | --------- | -------------- | ---------------- | ---------- | ------ |
| Особлива армія | 71    | 702      | 111       | 19             | 36               | —          | 939    |
| 11-та армія    | 3318  | 17545    | 2412      | 96             | 2814             | 2404       | 28 589 |
| 7-ма армія     | 2035  | 6496     | 1786      | 263            | 2152             | 1261       | 13 993 |
| 8-ма армія     | 1481  | 11497    | 183       | 801            | 651              | 195        | 14 808 |
| Всього         | 6905  | 36240    | 4492      | 1179           | 5653             | 3860       | 58 329 |